# Adama Diatta
Adama Diatta (ur. 14 sierpnia 1988) – senegalski zapaśnik walczący w stylu wolnym. Trzykrotny olimpijczyk. Dziesiąty w Rio de Janeiro 2016 w kategorii 57 kg; piętnasty w Pekinie 2008 w wadze 55 kg i szesnasty w Tokio 2020 w wadze 65 kg.
Zajął dwunaste miejsce na mistrzostwach świata w 2015 i 2018. Złoty medalista igrzysk afrykańskich w 2007 i 2015; ósmy w 2019.
Jedenastokrotny medalista mistrzostw Afryki, w tym dziewięć razy złoty w: 2007, 2008, 2009, 2012, 2015, 2016, 2017, 2018 i 2019. Triumfator igrzysk frankofońskich w 2017 roku.
- Turniej w Pekinie 2008

Przegrał z Turkiem Sezerem Akgülem i Japończykiem Tomohiro Matsunaga i odpadł z turnieju.